# George Megas Komnenos
George Megas Komnenos, född 1255, död 1284, var regerande kejsare av Trapezunt från 1266 till 1280. 